# Sainte-Catherine (Quebec)
Sainte-Catherine é uma cidade do Canadá, no sudoeste da província do Quebec, e parte da região metropolitana de Montreal. Sua área é de 10,19 quilômetro quadrados, e sua população é de 15 953 habitantes (do censo nacional de 2001).